# Free carrier
Las siglas FCA (acrónimo del término en inglés Free Carrier, «franco transportista, lugar convenido») se refieren a un incoterm, o cláusula de comercio internacional, que se utiliza para operaciones de compraventa internacional. En su formulación contractual, el término FCA es seguido obligatoriamente por el nombre del punto de entrega.

## Descripción del FCA
El vendedor se compromete a entregar la mercancía en un punto acordado dentro del país de origen, que pueden ser los locales de un transitario, una estación  ferroviaria... (este lugar convenido para entregar la mercancía suele estar relacionado con los espacios del transportista). Se hace cargo de los costes hasta que la mercancía está situada en ese punto convenido; como la carga de la mercancía en el vehículo y la aduana en el país de origen. En el momento de la entrega de la mercancía al transportista el riesgo sobre la carga se transmite del vendedor al comprador.
El término FCA se utiliza independientemente del modo de transporte (aéreo, por ferrocarril, por carretera, intermodal y multimodal).

## Uso del término FCA
Este término es polivalente y flexible, ya que permite entregar la mercancía en cualquier punto del país de origen y puede utilizarse con todos los medio de transporte.
El FCA es un incoterm muy recomendable para el transporte multimodal. En transporte por carretera se puede utilizar tanto para carga completa como para grupaje. Sin embargo, para transporte marítimo existen Incoterms más apropiados: FAS para graneles y FOB para carga general.